# قطعنامه ۲۹۹ شورای امنیت
قطعنامه ۲۹۹ شورای امنیت سازمان ملل متحد که در تاریخ ۳۰ سپتامبر ۱۹۷۱ تصویب شد، سندی بین‌المللی دربارهٔ پذیرش اعضای جدید سازمان ملل متحد: عمان است. این قطعنامه طی نشست ۱٬۵۸۷ام
با ۱۵ موافق،۰ مخالف و۰ ممتنع تصویب شد.